# موريس لافون
موريس لافون (بالفرنسية: Maurice Lafont)‏ (مواليد 13 سبتمبر 1927) هو لاعب كرة قدم. يلعب مع منتخب فرنسا لكرة القدم. سبق له أن لعب في كأس العالم لكرة القدم مع منتخب بلاده.

## روابط خارجية
- موريس لافون على موقع قاعدة بيانات كرة القدم.إي يو (الإنجليزية)
- موريس لافون على موقع ناشيونال فوتبول تيمز (الإنجليزية)